# Eric R. Kandel

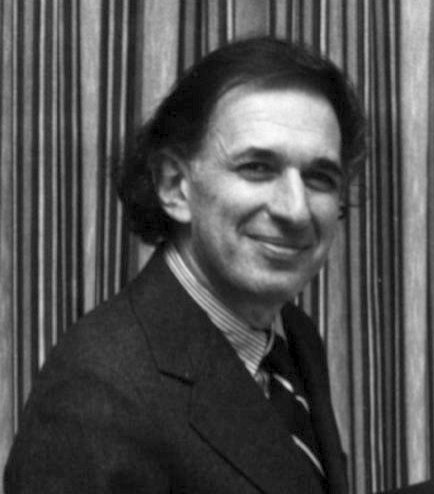
Eric R. Kandel

Eric Richard Kandel, född 7 november 1929 i Wien, Österrike, är en amerikansk Nobelpristagare i fysiologi eller medicin år 2000. Han tilldelades priset för sina "upptäckter rörande signalsubstanser i nervsystemet". Han delade priset med sin landsman Paul Greengard och svensken Arvid Carlsson.
Signalerna från en nervcell till en annan överförs med hjälp av olika signalsubstanser. Signalöverföringen sker i speciella kontaktpunkter, synapser. En enda nervcell kan ha tusentals kontaktpunkter med andra nervceller. 
Arvid Carlsson upptäckte att dopamin är en sådan signalsubstans i hjärnan och att dopamin har stor betydelse för kontroll av våra rörelser. Hans forskningsrön ledde i sin tur till insikten att Parkinsons sjukdom orsakas av dopaminbrist i vissa delar av hjärnan och till att man kunde få fram ett effektivt läkemedel (L-dopa) mot denna sjukdom.
Paul Greengard upptäckte hur dopamin och en rad andra signalsubstanser utövar sina effekter i nervsystemet. Signalsubstanserna påverkar först en receptor på cellens yta. Det utlöser en kaskad av reaktioner som påverkar vissa "nyckelproteiner" som i sin tur reglerar olika funktioner i cellen. Proteinernas form och funktion förändras genom att fosfatgrupper tillförs (fosforylering) eller tas bort (defosforylering). Genom denna mekanism kan signalsubstanser överföra sina budskap mellan nervceller. 
Eric Kandel upptäckte sedan hur synapsernas effektivitet kan förändras och med vilka molekylära mekanismer detta sker. Han visade att synapsernas funktion är central för inlärning och minne. För uppkomsten av en form av korttidsminne spelar proteinfosforylering i synapsen en viktig roll. För att ett långtidsminne ska uppstå krävs dessutom nybildning av proteiner som bland annat leder till att synapsens form och funktion förändras.
Eric Kandel klarlade vid utnämnandet av Nobelpriset att han absolut inte var en österrikisk nobelpristagare, utan en judisk-amerikansk. Detta fick Österrikes president att fråga honom vad som kunde göras för att ändra hans inställning. Börja med att döpa om Dr-Karl-Lueger-Ring (efter antisemiten Karl Lueger) blev svaret. 
År 1983 tilldelades han Albert Lasker Basic Medical Research Award och 1999 Wolfpriset i medicin.

## Utmärkelser
- Karl Spencer Lashley Award,  1981[8]
- Rosenstielpriset,  1983[9]
- Albert Lasker Basic Medical Research Award,  1983[10]
- Dickson-priset i medicin,  1983
- Howard Crosby Warren Medal,  1984[11]
- Gairdner Foundation International Award,  1987[12]
- Robert J. and Claire Pasarow Foundation Award för framstående bidrag inom neuropsykiatrisk forskning,  1988[13]
- NAS-priset för vetenskaplig granskning,  1988[14]
- National Medal of Science,  1988
- Bristol-Myers Squibb Award för framstående prestation inom neurovetenskaplig forskning, med  Timothy Bliss,  1991[15]
- Jean-Louis Signoret-priset,  1992
- Harvey-priset,  1993[16]
- Ralph W. Gerard-priset i neurovetenskap,  1997[17]
- Pour le Mérite för vetenskap och konst,  1997[18]
- Wolfpriset i medicin,  1999[19]
- Nobelpriset i fysiologi eller medicin, med  Arvid Carlsson och Paul Greengard,  2000[20][21]
- Dr A.H. Heinekenpriset för medicin,  2000
- Thomas William Salmon Medal,  2003[22]
- Österrikes hederskors för vetenskap och konst,  2005
- Hedersdoktor vid Harvard University,  2008[23]
- Hedersdoktor vid Wiens universitet,  2008[24][25]
- Viktor Frankl-priset,  2008
- Great Immigrants,  2009[26]
- Stora hederstecknet i silver med stjärna av Österrikiska republikens förtjänstorden,  2012[27]
- Hedersdoktor vid Universität Basel,  2012[28]
- Utländsk ledamot av Royal Society,  2013[29]
- Stort hederstecken i guld med band av Österrikiska republikens förtjänstorden,  2024
- Pour le Mérite
- Fellow of the American Academy of Arts and Sciences
- AAAS Fellow

[Redigera Wikidata]